# گیلرمه سیکیرا
گیلرمه مادالنا سیکیرا (پرتغالی: Guilherme Madalena Siqueira؛ زادهٔ ۲۸ آوریل ۱۹۸۶) بازیکن فوتبال پیشین اهل برزیل است.
از باشگاه‌هایی که در آن بازی کرده‌است می‌توان به اودینزه، گرانادا، بنفیکا، اتلتیکو مادرید و والنسیا اشاره کرد.

## افتخارات
بنفیکا
- لیگ برتر فوتبال پرتغال: ۱۴–۲۰۱۳
- جام حذفی فوتبال پرتغال: ۱۴–۲۰۱۳
- لیگ اروپا: نایب قهرمان ۱۴–۲۰۱۳[۱]

اتلتیکو مادرید
- سوپر جام فوتبال اسپانیا: ۲۰۱۴